# Air Itam (Bukit Intan)
Air Itam is een bestuurslaag in het regentschap Pangkal Pinang van de provincie Bangka-Belitung, Indonesië. Air Itam telt 13.193 inwoners (volkstelling 2010).